# Fredriksberg
Fredriksberg ist eine Ortschaft in der Gemeinde Ludvika der schwedischen Provinz Dalarnas län und der historischen Provinz (landskap) Dalarna mit knapp 600 Einwohnern (2015).
Der Ort besteht aus zwei etwa gleich großen Teilen, die etwas separat liegen und durch den See Mellansjön und seinen Zufluss voneinander getrennt sind. Seit 2015 sind sie durch das Statistiska centralbyrån als eigenständige Tätorter Fredriksberg västra („Fredriksberg West“) und Fredriksberg östra („Fredriksberg Ost“) ausgewiesen.